# Summer Days
Summer Days iba a ser el primer álbum extended play grabado por la artista rumana Inna, que finalmente fue cancelado.

## Canciones
"Take Me Higher" fue escrita por Georgia Ku, Tom Meredith y J Hart. Fue producida por sus productores y managers Marcel Botezan, Radu Bolfea, y Sebastian Barac, más conocidos como Play & Win. Inna subido un teaser de audio de la canción en su canal de YouTube el 21 de agosto de 2014, luego su versión oficial fue lanzada el 25 de agosto en YouTube. El 27 de agosto, una versión extended  y el Global B Remix fueron lanzadas.
El 27 de agosto de 2014, Inna subió un teaser de audio de la segunda canción de Summer Days, titulada "Low", en su canal de YouTube. Esta canción fue escrita por Georgia Ku y Erin Beck y fue producida por Play & Win. La versión oficial de la canción fue lanzada el 1 de septiembre de 2014.
Otro teaser de audio fue el del tercer sencillo promocional llamado "Devil's Paradise", subido en YouTube el 4 de septiembre de 2014. La canción fue escrita y producida por Play & Win. La versión oficial se dio a conocer el 8 de septiembre de 2014.
El 15 de septiembre de 2014, Inna sorpresivamente anunció tres nuevas canciones que se agregarían al EP. La primera de ellas, titulada "Tell Me", fue escrita y producida por Play & Win y lanzada el mismo día. La segunda, titulada "Body and the Sun" fue lanzada el 22 de septiembre de 2014.
"Body and the Sun" fue escrita por Andreas Schuller y producida por este último y Thomas Troelsen. Fue lanzada como la quinta canción de Summer Days.
El 29 de septiembre de 2014 Inna lanzó la sexta canción, la canción principal "Summer Days", producida por Play & Win.
| Edición estándar |                    |                                                                     |               |          |  |
| N.º              | Título             | Escritor(es)                                                        | Productor(es) | Duración |  |
| 1.               | «Take Me Higher»   | Georgia Ku, Tom Meredith, J Hart                                    | Play & Win    | 2:55     |  |
| 2.               | «Low»              | Georgia Ku, Erin Beck, Sebastian Barac, Radu Bolfea, Marcel Botezan | Play & Win    | 3:41     |  |
| 3.               | «Devil's Paradise» | Sebastian Barac, Radu Bolfea, Marcel Botezan                        | Play & Win    | 2:17     |  |
| 4.               | «Tell Me»          | Sebastian Barac, Radu Bolfea, Marcel Botezan                        | Play & Win    | 3:29     |  |
| 5.               | «Body And The Sun» | Andreas Schuller                                                    | Play & Win    | 3:25     |  |
| 6.               | «Summer Days»      | Sebastian Barac, Radu Bolfea, Marcel Botezan                        | Play & Win    | 3:48     |  |